# Roman Vaclavovics Malinovszkij
Roman Vaclavovics Malinovszkij (orosz nyelven: Рома́н Вацлавович Малино́вский, Płock, 1876. március 18. – Moszkva, 1918. november 5.), orosz bolsevik politikus volt a forradalom előtt, ugyanakkor az Ohrana egyik legjobban fizetett ügynöke. Fedőneve: Portnoj (szabó).

## Élete
Malinovszkij Lengyelországban született. A szülei földművesként dolgoztak, és meghaltak miközben Malinovszkij még gyerek volt. 1894 és 1899 között rablás és nemi erőszak miatt bebörtönözték. 1902-ben a belépett a seregbe, majd beszervezték Ohrana-ügynöknek és kezdetben katonákról és tisztekről írt jelentéseket. Az 1904 és 1905 között tartó orosz–japán háború után leszerelt és Szentpétervárra költözött.
1906-ban részt vett a pétervári Fémmunkások Szövetsége megszervezésében, – amelynek 1910-ig titkára is volt – és belépett az Oroszországi Szociáldemokrata Munkáspártba. 1910-ben Malinovszkijt letartóztatta a cári titkosszolgálat, az Ohrana, de hamarosan szabadon engedték és a cári rendőrség segítette, hogy beépüljön a bolsevik pártba. Malinovszkij volt a legjobban fizetett ügynök, évente 8000 rubel fizetést kapott, ami 1000 rubellel több volt mint a birodalmi rendőrség vezetőjének a fizetése.
Malinovszkijt 1912 januárjában a bolsevikok prágai pártkongresszusán, Lenin támogatásával beválasztották a párt központi bizottságába. 1912 október 25-én képviselő lett a Dumában, és ő vezette a hattagú bolsevik csoportot (közülük két Ohrana-ügynökkel), és a szociáldemokraták Duma-csoportjának az alelnöki tisztségét is megszerezte. Titkos ügynökként való tevékenysége miatt több fontos bolsevik személy (Grigorij Ordzsonikidze, Jakov Szverdlov és Joszif Sztálin) került szibériai száműzetésbe.
1913-ban a mensevikek (Oroszországi Szociáldemokrata Munkáspártból kivált csoport egyike, a másik a bolsevikok) vezetője, Julij Martov, megvádolta Malinovszkijt, hogy kém, de Lenin ezt nem hitte el és megvédte Malinovszkijt, és gúnyos cikket közölt C-nek címezve (Julius Martov eredeti nevére, a Cederbaum-ra utalva). Sztálin fenyegette Martov testvérét és sógorát Ligyiját és Fjodor Dant, és követelte, hogy a mensevikek hagyják békén Malinovszkijt.
Malinovszkij meggyőzte Lenint, hogy nevezzen ki Miron Csernomazovot (aki szintén egy Ohrana-ügynök), a Pravda szerkesztőjének, Sztálin embere, Styepan Saumjan helyett.
Malinovszkij erőfeszítései révén az Ohrana letartóztatta Ordzsonikidzét (1912. április 14.), Szverdlovot (1913. február 10.) és Sztálint (1913. február 23.). Malinovszkij  rábeszélte Sztálint, hogy vegyen részt egy bolsevik pénzgyűjtő bálon. Erről a rendezvényről vette őrizetbe Sztálint a cári rendőrség.
1913 júliusában elárulta Szverdlov és Sztálin szökési tervét a turuhanszki rendőrfőnöknek.

## Bukása és halála
Malinovszkij 1914. május 8-án kénytelen volt lemondani a mandátumáról, mert valódi identitását az exszeretője, Jelena Trojanovszkaja nyilvánosságra hozta. Amikor az első világháború kitört, Malinovszkijt behívták a hadseregbe, de hamarosan német hadifogságba került. Lenin még mindig mellette állt, ruhákat küldött neki. Azt mondta: „Ha provokátor, akkor a rendőrség kevesebbet kapott tőle, mint a pártunk.” Végül Lenin meggondolta magát és azt mondta, hogy az agyonlövés is túl jó lenne Malinovszkijnak.
1918-ban  Petrográdban bujkált, de Grigorij Zinovjev felismerte őt. Novemberben egy rövid tárgyalás után Malinovszkijt halálra ítélték és golyó által kivégezték.
Simon Sebag Montefiore brit történész szerint a Malinovszkij bolsevikokhoz való beépülése és árulása miatt lett Sztálin annyira paranoiás, ami a későbbi nagy tisztogatásához vezetett.

## Fordítás
- Ez a szócikk részben vagy egészben  a   Roman Malinovsky című angol Wikipédia-szócikk fordításán alapul.  Az eredeti cikk szerkesztőit annak laptörténete sorolja fel. Ez a jelzés csupán a megfogalmazás eredetét és a szerzői jogokat jelzi, nem szolgál a cikkben szereplő információk forrásmegjelöléseként.